# مگی لاسون
مگی لاسون (انگلیسی: Maggie Lawson؛ زادهٔ ۱۲ اوت ۱۹۸۰) یک هنرپیشه اهل ایالات متحده آمریکا است. وی از سال ۱۹۹۶ میلادی تاکنون مشغول فعالیت بوده‌است. این بازیگر با بازی در سریال psych به چهره ای شناخته شده در آمریکا تبدیل شد.

## بخشی از فیلم‌شناسی
از فیلم‌ها یا برنامه‌های تلویزیونی که وی در آن نقش داشته‌است می‌توان به آثار زیر اشاره کرد.
- قاتل مو
- نانسی درو
- پلیزنتویل
- غیب گو (نقش اصلی)
- غیب‌گو: فیلم
- نظافتچی
- دو مرد و نصفی (۱۲ قسمت)
- رژیم غذایی سانتا کلاریتا (۷ قسمت)
- اسلحه مرگبار (۴ قسمت)